# Evelina Stading
Evelina Stading, född 1 januari 1797 i Stockholm, död 4 april 1829 i Rom, var en svensk målare och tecknare.
Stading var nära släkt med skådespelaren Sofia Francisca Stadig, några källor hävdar att hon var dotter medan andra anger brorsdotter. 
Stadig var en brådmogen talang som tidigt visade anlag för landskapsmålning. Några av hennes målningar exponerades på Konstakademien 1813. Hon studerade senare målning för Fahlcrantz och Louis Belanger utan att bli beroende av deras stil utan hon lyckades skapa en egen stil på sina arbeten. Till en början kopierade hon verk av Salvator Rosa, Nicolaes Pieterszoon Berchem, Philips Wouwerman och Pehr Hilleström som hon visade upp på akademiens utställningar. Vid akademiens utställning 1820 deltog hon för första gången med ett landskap målade efter naturen och detta arbete följdes upp med målningar från Skokloster, Ulriksdal, Solna kyrka, Haga och Mälartrakten. Två av hennes målningar köptes 1824 av prins Oskar, och samma år invaldes hon som agré vid Konstakademien. 
Hon fortsatte därefter att studera konst både i Tyskland och Italien, något som vid mitten av 1800-talet skulle bli vanligt, men som under hennes samtid fortfarande var mycket ovanligt för en svensk kvinna. Hon reste i sällskap med en äldre kvinnlig släkting. Hon ansökte om ett resestipendium för att kunna fullfölja sina studier i Tyskland och Italien men hennes ansökan avslogs. Trots detta reste hon till Dresden via Hamburg och Berlin och gjorde ett längre uppehåll för att måla utsikter från Sachsiska Schweiz. Hon fortsatte sin resa via Prag, München och Florens till Rom 1827. Efter kort tid i Rom kom hon i kontakt och blev god vän med skulptören Byström som introducerade henne i den skandinaviska konstnärskolonin. Från Roms omgivningar målade hon ett antal vedutor från trakten av Albano. 
Från prins Fredrik August av Sachsen som sett hennes målningar fick hon 1829 en beställning på en målning i stort format med utsikten över Ariccia. Denna målning som gav henne stora förhoppningar hann hon ej fullborda innan hon insjuknade och avled. Stading avled i "bröstinflammation". Hon omtalades med ett erkännande för sin talang och delikata penselföring samt sitt mod att som kvinna studera konst på fullt allvar. Stadig medverkade i Konstakademiens utställningar 1813, 1820, 1822 och 1824, Götiska förbundets utställning 1818 samt Berlin akademiens utställning 1826. Stadig är representerad vid Nasjonalmuseet for kunst, arkitektur og design i Oslo, Lunds universitetsbibliotek, Östergötlands museum och Sigismundsamlingen i Dresden.
En samtida beskrivning lyder: 
"M: lie Stading omtalas med erkännande såväl för sin talang, sin delikata penselföring, som för sitt mod att, fastän kvinna, utomlands studera sin konst på fullt allvar."
Stading karaktäriseras som landskapsmålare. Bland hennes motiv finns landskapsmotiv från Albano och Ariccia.